# Örebro konsthall

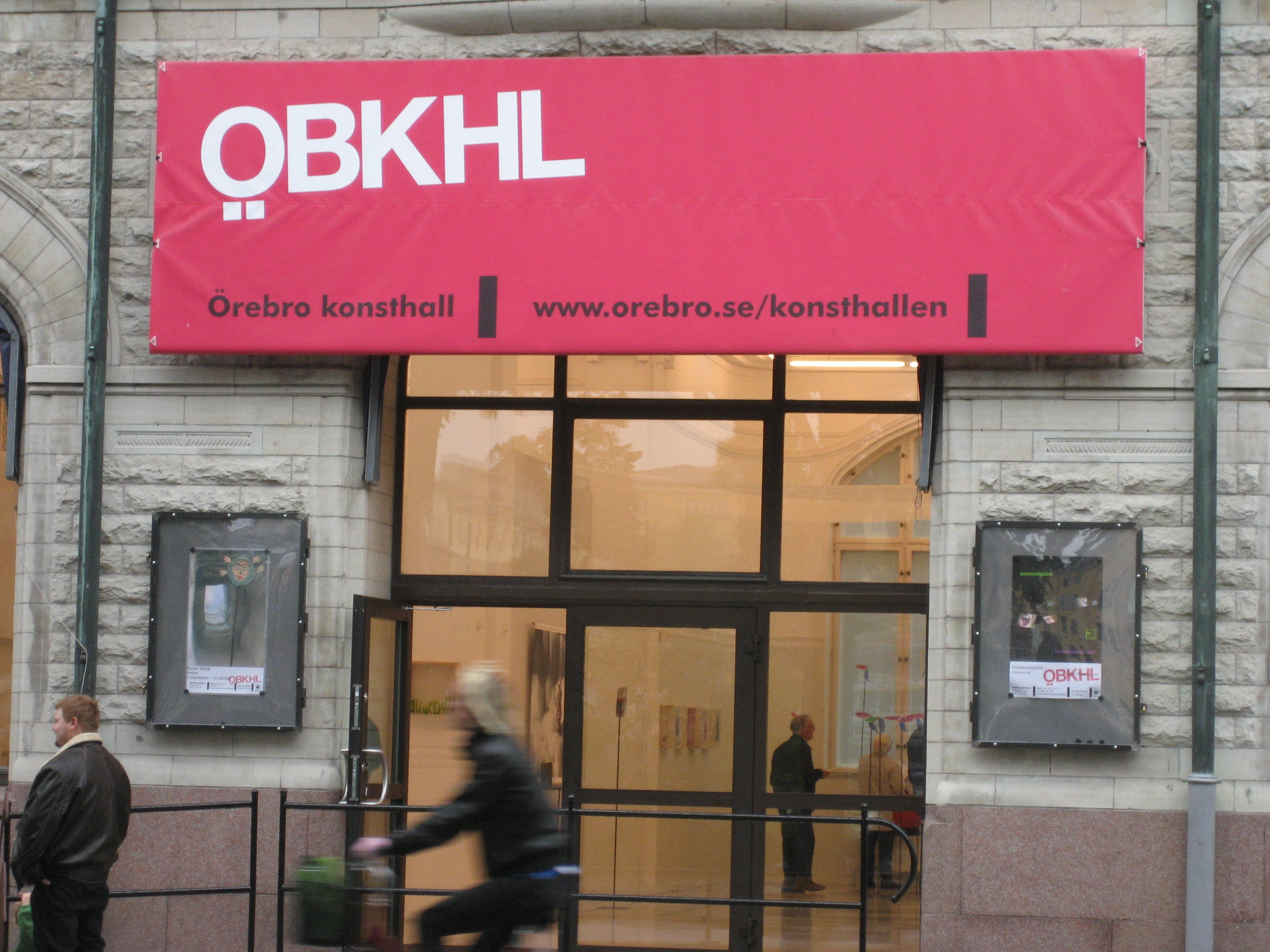

Örebro konsthall är en kommunal konsthall för samtida konst med tillfälliga utställningar av skulpturer, installationer, måleri och performanceakter i Örebro. Konsthallen är gratis för allmänheten och finansieras av Örebro kommun.
Verksamheten startade 1979 i Fenixhuset (mittemot Stora hotellet) under namnet Galleri Fenix. Flytten gick sedan 1986 till Olaigatan 7 och namnet ändrades till ”Konsthallen i Örebro”. Under 1994–2003 fanns konsthallen i Örebro läns museums lokaler under det gemensamma namnet Konstmuseet. Åren 2003–2021 fanns konsthallen på Olaigatan 17 B, i den f.d. banklokalen i Centralpalatset. Sedan sommaren 2021 finns konsthallen i det nya riksbankshuset i Kulturkvarteret.